# ياهور سالابوتاو
ياهور سالابوتاو (مواليد 24 يناير 1984) هو سبّاح من روسيا البيضاء، مثّل بلاده في الألعاب الأولمبية الصيفية 2004.

## روابط خارجية
ياهور سالابوتاو على موقع أوليمبيديا (الإنجليزية)